# 肋間肌
肋間肌即連接相鄰兩肋骨骨弓的肌肉。

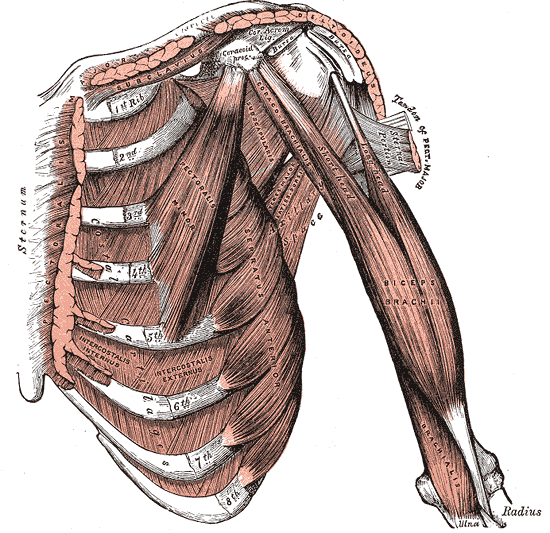
胸部与手臂前端的深部肌肉

在呼吸過程中，每對肋骨間的肋間肌收縮，使肋骨向外並向上搖動。肋間肌與橫膈一起運作，以將空氣吸入肺中。如果做激烈的運動，則頸部和腹部的肌肉會幫助你進行更深的呼吸。

## 構造
又分為外肋間肌，內肋間肌和最內肋間肌，外者收縮時，幫助肋骨上抬以增加肺部之橫徑，內肋間肌平時不會參与呼吸運動，只有須強力呼出氣體時，才會與腹肌同時收縮，加速肺容積縮小。

## 來源
〈人體學習百科〉 貓頭鷹出版社
ISBN 957-9684-11-1

## 外部連結
- 解剖學(Anatomy)-肌肉(muscle)-Innermost muscle(最內肋間肌) （页面存档备份，存于）
- 解剖學(Anatomy)-肌肉(muscle)-Internal Intercostals muscle(肋間內肌) （页面存档备份，存于）
- 解剖學(Anatomy)-肌肉(muscle)-External Intercostals muscle(肋間外肌) （页面存档备份，存于）